# Atelier Iris 2: The Azoth of Destiny
Atelier Iris 2: The Azoth of Destiny (lançado no Japão como Atelier Iris: Eternal Mana 2) é um jogo eletrônico de RPG  desenvolvido pela produtora japonesa Gust para o PlayStation 2. O jogo foi lançado no Japão no dia 26 de Maio de 2005, e nos EUA no dia 25 de Abril de 2006. É a continuação do jogo Atelier Iris: Eternal Mana.